# Beverly (Chicago)
Pour les articles homonymes, voir Beverly.

Situation de Beverly dans la ville de Chicago

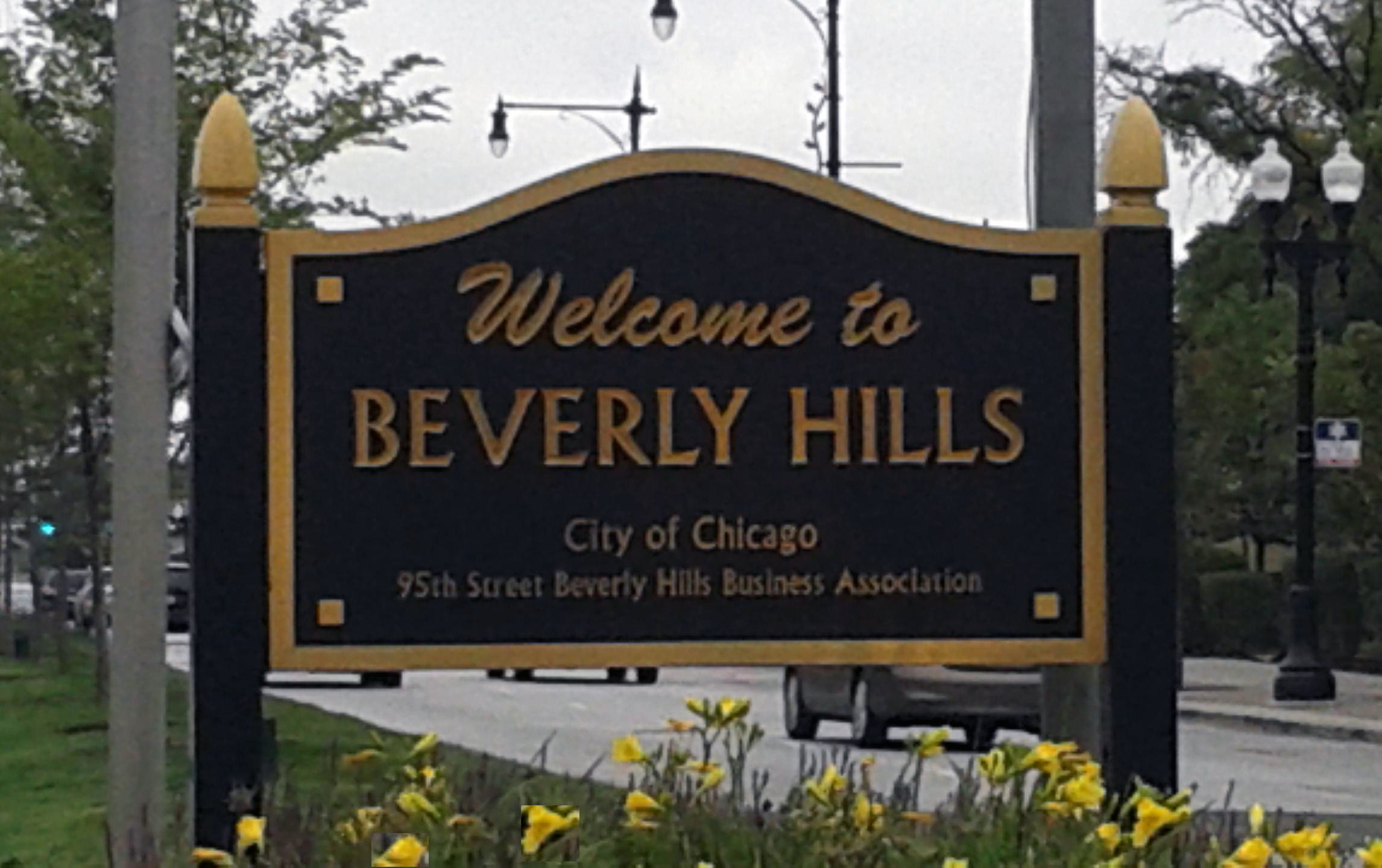

Beverly est l'un des 77 secteurs communautaires de la ville de Chicago aux États-Unis. Il est situé à l'extrémité sud-ouest de la ville.